# Estudio Polifónico de Medellín
El Estudio Polifónico de Medellín, Coro & Orquesta es una agrupación sinfónico-coral, ubicada en la ciudad de Medellín, Colombia. Conformada actualmente por alrededor de 75 integrantes y fundada el 24 de mayo de 1966 por el Maestro Alberto Correa. Ha sido considerado por la crítica nacional como el primer coro sinfónico de Colombia. El Estudio fue proclamado por el Concejo de Medellín como entidad patrimonio de la ciudad. Actualmente se enfoca en la interpretación de música sinfónica, coral y sinfónica-coral. Es fundador de la Orquesta Filarmónica de Medellín, una de sus más importantes realizaciones, con la cual se trabajó por 31 años continuos. Esto demuestra la amplia labor musical que desarrolló con esta institución. Al comienzo del año 2014 el ESTUDIO conforma una nueva orquesta de cabecera iniciando su nueva etapa de trabajo y se denomina entonces ESTUDIO POLIFÓNICO DE MEDELLÍN. Coro & Orquesta. En esta nueva etapa lleva un total de más de 100 conciertos en la Ciudad de Medellín, en varias poblaciones de Antioquia y en diferentes ciudades del país. En el año 2022 se iniciaron los programas educativos en diferentes municipios de Antioquia donde se han impactado la vida de aproximadamente 330 niños, niñas y jóvenes a través de la formación musical.
Su repertorio coral-sinfónico está constituido por más de 60 obras, entre oratorios (El Mesías, Israel en Egipto, Himnos de Coronación de Jorge II de J.F. Handel, Magnificat, Misa en Sí y Cantatas de J.S. Bach, Cristo en el Monte de los Olivos de Beethoven, Réquiem y Misa de Do en Mozart, etc.), óperas (Fidelio de Beethoven, Orfeo y Euridice de Gluck, Lucia de Lamermoour de Donizetti, Don Juan de Mozart, Barbero de Sevilla de Rossini, entre otras), Operetas y Zarzuelas (La Viuda Alegre de Lehár, Luisa Fernanda de Moreno Torroba, etc.).
Al Estudio Polifónico lo han dirigido por 16 directores, además de su fundador, Maestro Alberto Correa. Entre ellos se destacan: Andrés Orozco Estrada, Alejandro Posada, André Rieu, Mario Gómez-Vignes, Arthur Oldham, Louis Clark, Jaime León, Daniel Lipton, Agustín Cullel, Manuel Hernández, Miguel Ángel Caballero, J. Lombana y Gustavo Yépes.
Un total de más de 50 solistas vocales han cantado en el Estudio Polifónico de Medellín en estos 48 años. Entre ellos Cinthya Lohman, Carmiña Gallo, Zoraida Salazar, Marina Tafur, Donna Bruno, Inés FeoLacrux, Sofía Salazar, Dan Dresen, Raimund Mettre, Raimund Coster y Plamen Hidjov, entre otros.
El Estudio Polifónico ha recibido varios homenajes y reconocimientos por su gran labor en la difusión de la música coral-sinfónica entre los cuales se destacan, la Medalla Pedro Justo Berrío de la Alcaldía de Medellín,  reconocimiento de la Asamblea Departamental de Antioquia, del Concejo y Alcaldía de Medellín, de la U.P.B. entre otras. 